# 22277 Hirado
22277 Hirado è un asteroide della fascia principale. Scoperto nel 1982, presenta un'orbita caratterizzata da un semiasse maggiore pari a 2,5992552 UA e da un'eccentricità di 0,1719152, inclinata di 13,05954° rispetto all'eclittica.